# Pure and Applied Chemistry
Pure and Applied Chemistry (skraćeno Pure Appl. Chem.) je zvanični časopis Međunarodna unija za čistu i primenjenu hemiju. Časopi izlazi mesečno. Objavljuje ga Walter de Gruyter i sadrži preporuke i izveštaje, i predavanja iz simpozija.